# Аутфест (кинофестиваль)
ЛГБТ-кинофестиваль «Аутфест» (англ. Gay and Lesbian Film Festival «Outfest») — американский ЛГБТ-кинофестиваль в штате Калифорния, который проходит ежегодно в июле. Является одним из крупнейших кинофорумов Лос-Анджелеса.
На фестивале присуждаются премии фильмам в 16-ти номинациях. Решение о премировании выносят жюри, зрительская аудитория и программный комитет фестиваля.

## История
Независимые американские кинематографисты, снимающие фильмы на ЛГБТ-тематику, затрагивающие такие темы, как дискриминация сексуальных меньшинств, преступления на почве ненависти и другие собрались вместе в 1982 году и совместно с Архивом кино и телевидения при Калифорнийском университете Лос-Анджелеса организовали Медиа-фестиваль и конференцию для геев и лесбиянок. В 1994 году название было изменено на «Аутфест» (англ. «Outfest»), как лучше отражающее суть форума. Это старейший из действующих кинофестивалей Южной Калифорнии. С 1982 по 2004 год в рамках фестиваля около 4000 фильмов посмотрела аудитория более, чем в полмиллиона человек.

## Призы
На фестивале вручаются призы: 
- Приз большого жюри вручается в номинациях: лучший американский фильм, лучший исполнитель мужской роли в художественном фильме, лучшая исполнительница женской роли в художественном фильме, лучший сценарий, лучший зарубежный фильм, лучший документальный фильм.
- Призы зрительских симпатий вручаются в номинациях: лучший фильм о лесбийской любви, лучший документальный фильм, лучший документальный короткометражный фильм, лучший саундтрек.
- Программный комитет фестиваля присуждает награды: Премия «Свобода» (Freedom Award), Премия «Выдающийся новый талант», Премия «Выдающееся актёрское достижение».

## Призёры

### 1996
- Почётное упоминание большого жюри в номинации «Выдающийся американский сюжет»: Связь
- Приз зрительских симпатий в номинации «Выдающийся художественный фильм»: Огонь
- Приз большого жюри в номинации «Выдающаяся актриса в художественном фильме»: Шабана Азми (Огонь)

### 1998
- Приз зрительских симпатий в номинации «Выдающийся сюжет»: Всё будет хорошо

### 2002
- Приз за выдающиеся художественные достижения: Проект Ларами

### 2003
- Лучшая актриса в главной роли: Мерил Стрип (Часы)

### 2004
- Награда за вклад: Экачай Уэкронгтам (Прекрасный боксёр)

### 2007
- Приз большого жюри в номинации «Лучший сценарий»: Слово из четырёх букв
- Special Programming Committee: Пузырь

### 2010
- Приз большого жюри в номинации «Выдающийся драматический фильм»: История морского пехотинца

### 2011
- Приз большого жюри в номинации «Выдающийся драматический короткометражный фильм»: Я не хочу идти в одиночку